# فدائیان فلسطین

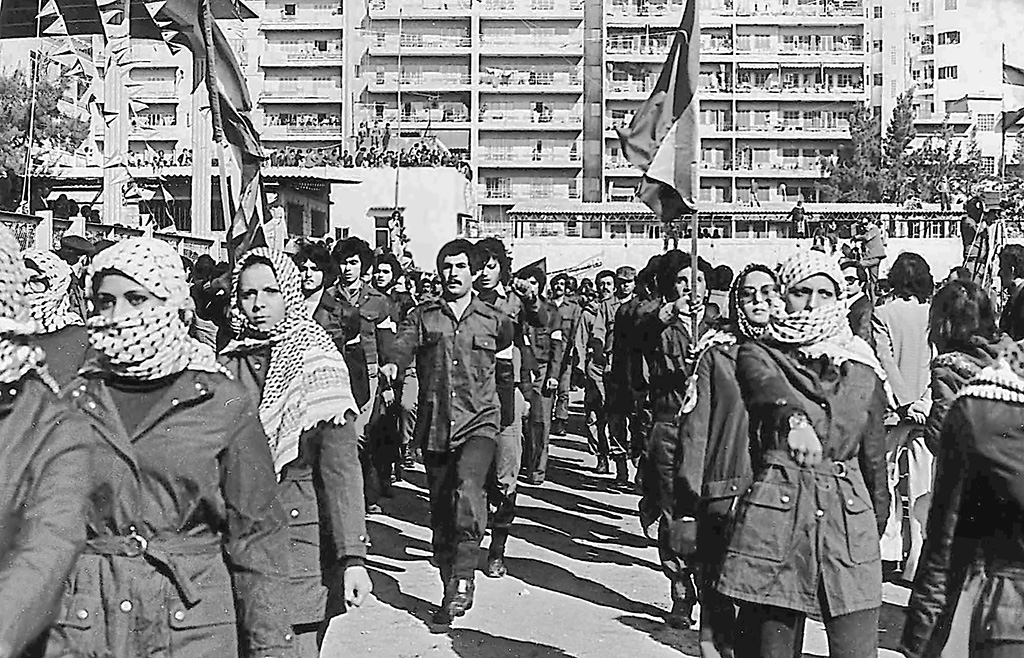
فدائیان از فتح در بیروت، لبنان، ۱۹۷۹م

فدائیان فلسطینی (از عربی فدایی، جمع: فدائیون) ستیزه‌جویان یا چریک‌هایی هستند که جهت‌گیری ملی گرایانه در میان مردم فلسطین دارند. بیشتر فلسطینی‌ها فدائیان را «جنگجویان آزادی» می‌دانند در حالی که بیشتر اسرائیلی‌ها آنها را «تروریست» می‌دانند.
فدائیان فلسطینی که نمادهای جنبش ملی فلسطین در نظر گرفته می‌شوند، ملهم از جنبش‌های چریکی در ویتنام، چین، الجزایر و آمریکای لاتین بودند. ایدئولوژی فدائیان فلسطینی عمدتاً ملی‌گرای چپ، سوسیالیست یا کمونیست بود و هدف اعلام شده آنها شکست دادن صهیونیسم، به چنگ آوردن فلسطین و تأسیس آن به عنوان «کشوری سکولار، دموکراتیک و غیر فرقه ای» بود. اما معنای سکولار، دموکراتیک و غیر فرقه ای در میان جناح‌های فدایی تفاوت زیادی داشت. 
در میانه‌های دهه ۱۹۵۰، فدائیان از میان آواره‌های فلسطینی که در نتیجه جنگ ۱۹۴۸ اعراب و اسرائیل از روستاهای خود گریختند یا از آنها اخراج شدند، ظهور کردند و شروع به افزایش عملیات برون مرزی به سمت اسرائیل از سوریه، مصر و اردن کردند. اولین نفوذها اغلب برای دستیابی به محصول‌های زراعی این سرزمین که در نتیجه جنگ آنها از دست داده بودند یا حمله به ارتش اسرائیل و گاهی اوقات اهداف غیرنظامی بود. نوار غزه، تنها قلمرو تحت الحمایه تمام فلسطینی - یک کشور فلسطینی که در اکتبر ۱۹۴۸ اعلام شد - به کانون فعالیت فدائیان فلسطین تبدیل شد. حملات فدائیان به سمت مرزهای غزه و سینا با اسرائیل انجام شد و در نتیجه اسرائیل دست به اقدامات تلافی جویانه زد و فدائیانی را که اغلب شهروندان کشورهای میزبان خود را نیز هدف قرار می‌دادند، هدف قرار داد که به نوبه خود حملات بیشتری را برانگیخت.
اقدامات فدائیان توسط اسرائیل به عنوان یکی از دلایل آغاز کارزار سینا در سال ۱۹۵۶، جنگ ۱۹۶۷ و تهاجمات ۱۹۷۸ و ۱۹۸۲ به لبنان ذکر شد. گروه‌های فدایی فلسطینی پس از شکست ارتش‌های عربی در جنگ شش روزه ۱۹۶۷، زیر چتر سازمان آزادیبخش فلسطین متحد شدند، اگرچه هر گروه رهبر و نیروهای مسلح مستقل خود را حفظ کرد.

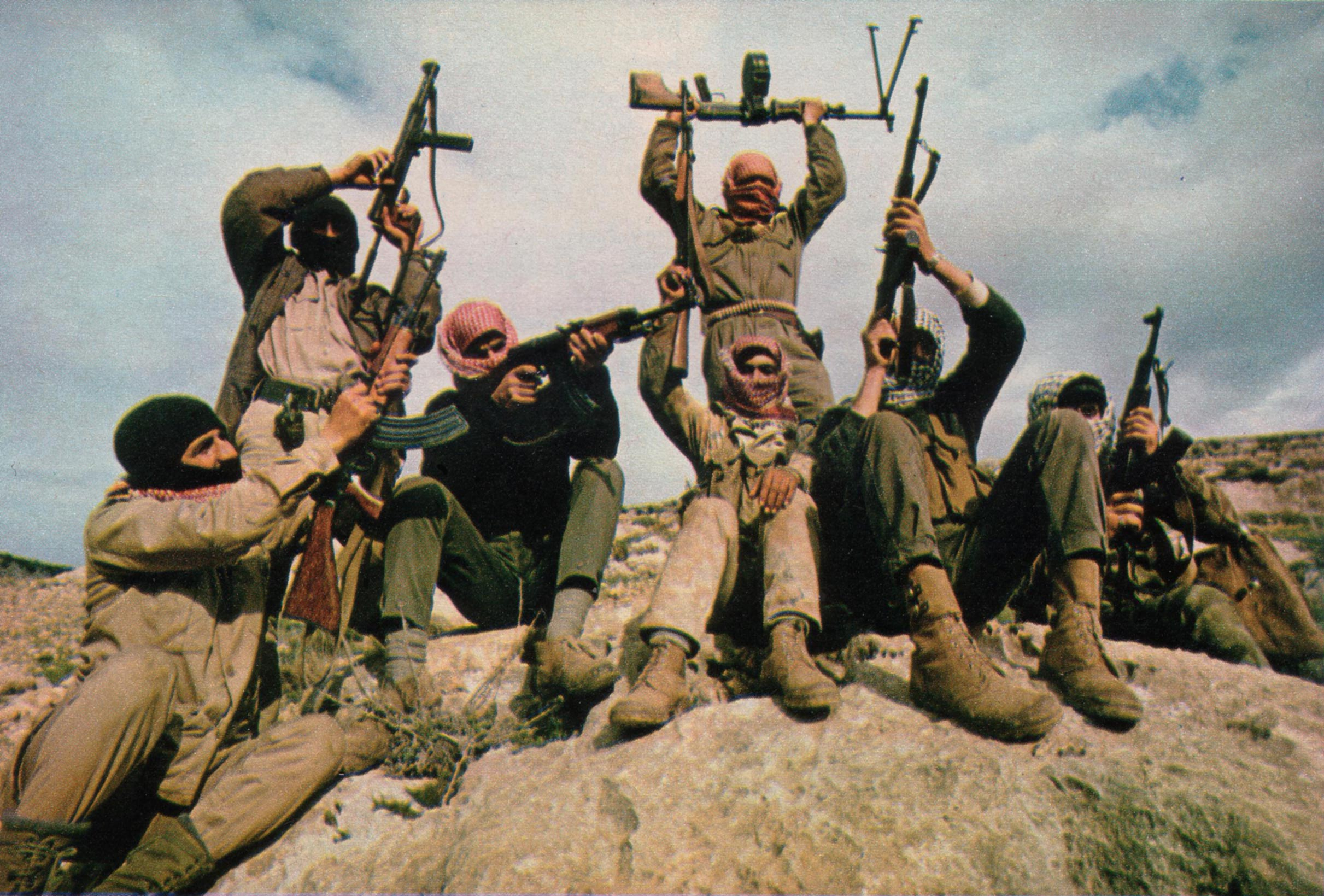
واحد گشتی جبهه مردمی برای آزادی فلسطین در اردن، ۱۹۶۹

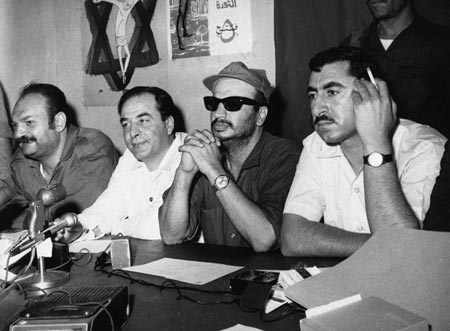
یاسر عرفات (رهبر فتح) و نایف حواتمه (رهبر DFLP) در یک کنفرانس مطبوعاتی در امان در مورد وضعیت بین فدائیون و مقامات اردن، ۱۹۷۰ بحث و گفتگو کردند.

## زمینه‌ها و اهداف فلسفی
اهداف فدائیون در بیانیه‌ها و ادبیاتی که با اشاره به هدف نابودی صهیونیسم تولید می‌کردند، بیان می‌شد. در سال ۱۹۷۰، هدف اعلام شده فدائیون این بود که فلسطین را به عنوان یک «دولت سکولار، دموکراتیک و غیر فرقه ای» تأسیس کنند. بارد اونیل می‌نویسد که برای برخی از گروه‌های فدایی، جنبه سکولار مبارزه «صرفاً شعاری برای تسکین افکار جهانی» بود، در حالی که برخی دیگر تلاش کردند «به این مفهوم محتوای معنادار بدهند». قبل از سال ۱۹۷۴، موضع فدایی این بود که یهودیانی که از صهیونیسم دست کشیدند، می‌توانند در کشور فلسطین باقی بمانند تا ایجاد شود. پس از سال ۱۹۷۴، وضوح این موضوع کمتر شد و پیشنهادهایی مبنی بر اینکه تنها یهودیانی که قبل از «حمله صهیونیست‌ها» در فلسطین بودند، می‌توانند باقی بمانند، وجود داشت.
بارد اونیل همچنین نوشت که فدائیان تلاش کردند تا از همه مدل‌های انقلابی موجود مطالعه و وام بگیرند، اما نشریات و بیانیه‌های آنها تمایل خاصی به تجربیات کوبا، الجزایر، ویتنامی و چین دارد.

### تاکتیک‌ها
تا سال ۱۹۶۸، تاکتیک‌های فدائیان عمدتاً شامل حمله به اهداف نظامی اسرائیل بود. تعهد به «مبارزه مسلحانه» در منشور ساف در بندهایی گنجانده شد که بیان می‌کرد: «مبارزه مسلحانه تنها راه برای آزادی فلسطین است» و «اقدام کماندویی هسته جنگ آزادیبخش مردمی فلسطین را تشکیل می‌دهد.»
تاکتیک‌های ضد شورش ارتش اسرائیل، که از سال ۱۹۶۷ به بعد به‌طور منظم شامل استفاده از تخریب خانه‌ها، منع آمد و شد، تبعید و سایر اشکال مجازات دسته جمعی بود، عملاً مانع از توانایی فدائیون فلسطینی برای ایجاد پایگاه‌های داخلی برای به راه انداختن "جنگ مردمی" شد. تمایل بسیاری از چریکهای اسیر به همکاری با مقامات اسرائیلی، ارائه اطلاعاتی که منجر به انهدام تعداد زیادی " هسته‌های تروریستی " شد، همچنین به عدم ایجاد پایگاه در سرزمین‌های اشغالی توسط اسرائیل کمک کرد. فدائیان مجبور به ایجاد پایگاه‌های خارجی شدند که در نتیجه با کشورهای میزبان خود اصطکاک داشتند که منجر به درگیری‌هایی (مانند سپتامبر سیاه) شد و آنها را از هدف اصلی خود یعنی «خونریزی اسرائیل» منحرف کرد.